# Stanhopea platyceras
Stanhopea platyceras es una especie de orquídea endémica de Colombia.

## Enlaces externos

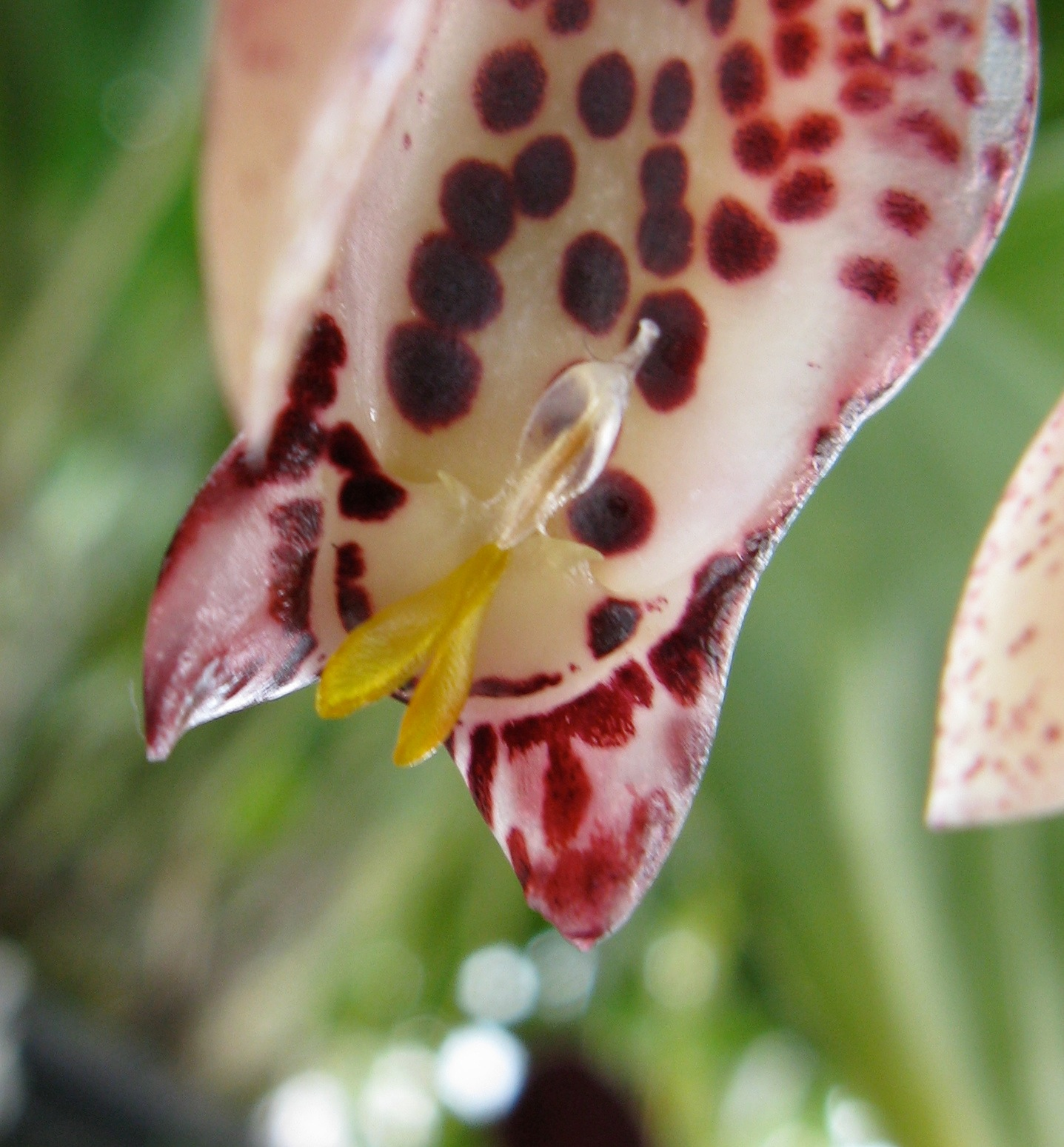
Flor en detalle.